# Dmitri Wiktorowitsch Kusnezow
Dmitri Wiktorowitsch Kusnezow (russisch Дмитрий Викторович Кузнецов; * 28. August 1965 in Moskau) ist ein ehemaliger sowjetischer bzw. russischer Fußballspieler und ein aktueller -trainer.

## Werdegang
Dmitri Kusnezow begann seine Laufbahn im Juniorenteam von Torpedo Moskau. 1984 wechselte er zu ZSKA Moskau. Der Mittelfeldspieler gewann mit ZSKA 1991 die sowjetische Meisterschaft und den Pokalwettbewerb. Nach 254 Spielen und 43 Toren für ZSKA ging er 1991 nach Spanien zu Espanyol Barcelona. 1995 wechselte er, nach einem kurzen Zwischenspiel beim Verein UE Lleida, zu Deportivo Alavés, ab 1997 stand er beim CA Osasuna unter Vertrag. Während der Saison 1998 spielte er erneut in Russland für ZSKA Moskau und wurde mit dieser Mannschaft russischer Vizemeister. In den folgenden Jahren spielte Kusnezow für unterklassige russische Vereine, unter anderem für Lokomotive Nischni Nowgorod und den PFK Sokol Saratow. Seine aktive Karriere beendete er 2002 bei Wolgar-Gasprom Astrachan.
Kusnezow debütierte 1990 in der Fußballnationalmannschaft der UdSSR. Insgesamt spielte er bis zum Zerfall der Sowjetunion zwölf Mal für die Sbornaja, wobei ihm zwei Tore gelangen. Er nahm mit der Auswahl der GUS an der Europameisterschaft 1992 teil und kam während dieses Turniers in allen drei Spielen seines Teams zum Einsatz. Danach spielte er achtmal für die russische Nationalmannschaft und nahm auch an der Fußball-Weltmeisterschaft 1994 teil.
Nach seiner aktiven Zeit begann Kusnezow eine Karriere als Fußballtrainer, unter anderem trainierte er 2007/2008 den unterklassigen Verein FK Nischni Nowgorod.